# Леверано
Левера̀но (на италиански: Leverano, на местен диалект Liranu, Лирану) е град и община в Южна Италия, провинция Лече, регион Пулия. Разположен е на 37 m надморска височина. Населението на общината е 14 238 души (към 2012 г.).